# George Dzundza
George Dzundza, född 19 juli 1945 i Rosenheim, Tyskland, är en amerikansk skådespelare. 

## Biografi
År 1956 emigrerade han till USA med sin ukrainska far och polska mor, efter att ha bott i Amsterdam några år.

## Filmografi, i urval
- 1974 – Kung Fu (TV-serie) (1 avsnitt)
- 1975 – Familjen Walton (TV-serie) (1 avsnitt)
- 1975 – Starsky och Hutch (TV-serie) (1 avsnitt)
- 1977 – San Francisco (TV-serie) (1 avsnitt)
- 1978 – Deer Hunter
- 1987 – Biltjuvarna
- 1987 – Ingen utväg
- 1990–1991 – I lagens namn (TV-serie) (22 avsnitt)
- 1988 – The Beast
- 1990 – Vit jägare, svart hjärta
- 1992 – Basic Instinct
- 1993 – Animaniacs (TV-serie) (röstroll, 3 avsnitt)
- 1993–1995 – Batman: The Animated Series (TV-serie) (röstroll, 6 avsnitt)
- 1994 – Matlock (TV-serie) (1 avsnitt)
- 1995 – Farliga sinnen
- 1995 – Rött hav
- 1996–1999 – Stålmannen (TV-serie) (röstroll, 10 avsnitt)
- 1997 – Katten också
- 1998 – Batman & Mr. Freeze i minusgrader (röstroll)
- 1998 – Species II
- 2000 – Tredje skiftet (TV-serie) (1 avsnitt)
- 2002 – City by the Sea
- 2005 – Adam and Eve
- 2005–2007 – Grey's Anatomy (TV-serie) (7 avsnitt)
- 2005 – Stargate SG-1 (TV-serie) (1 avsnitt)
- 2008 – October Road (TV-serie) (1 avsnitt)

## Teater

### Roller
| År   | Roll                                                  | Produktion                | Regi          | Teater                          |
| ---- | ----------------------------------------------------- | ------------------------- | ------------- | ------------------------------- |
| 1975 | Abe Gaetano Proclo (reserv) Carmine Vespucci (reserv) | The Ritz Terrence McNally | Robert Drivas | Longacre Theatre, New York, USA |